# Can't Take My Eyes Off You
"Can't Take My Eyes Off You" là một bài hát năm 1967 được viết bởi Bob Crewe và Bob Gaudio. Nó được ghi lại dưới dạng đĩa đơn của Frankie Valli. Bài hát này là một trong những bài hit lớn nhất của anh, giành được đĩa vàng và đạt vị trí thứ 2 trên Billboard Hot 100 trong một tuần, xếp sau bài hát "Windy". Gaudio là bạn cùng nhóm của Valli trong the Four Seasons. Đó là bản hit solo lớn nhất của Valli cho đến khi anh đạt vị trí số 1 năm 1975 với "My Eyes Adored You".
Bob Gaudio, một thành viên ban đầu của the Four Seasons, nói đến "Can't Take My Eyes Off You" ngày hôm nay là "bài hát gần như bị trôi tuột đi" cho đến khi đài phát thanh Windsor, Ontario CKLW (một đài cũng phục vụ tàu điện ngầm Detroit ở phía biên giới Mỹ) can thiệp. Năm 1967, các nhà sản xuất của thu âm đã thúc giục Paul Drew, giám đốc chương trình tại nhà ga huyền thoại, xem xét bài này để chơi xoay vòng. Trong phần lớn thập niên 60 và 70, CKLW được ghi nhận là đã tung ra các bản thu âm thành công thông qua tín hiệu mạnh mẽ của nó, phủ kín khu vực Great Lakes. Ban đầu, Drew không cảm thấy thích bài hát này, nhưng đã chấp nhận lời mời nghe trực tiếp tại Roostertail, nơi Frankie Valli đang biểu diễn một tuần dài với Four Seasons. Drew thích những gì anh nghe và thêm bài hát vào danh sách phát của đài. "Các tổng đài bắt đầu phát nó, và phần còn lại, như mọi người vẫn nói, đã trở thành lịch sử," Gaudio nhớ lại.
"Can't Take My Eyes Off You" đã được ghi nhận trong nhiều sắp xếp khác, nhiều trong số đó đã có mặt trên các bảng xếp hạng ở các quốc gia khác nhau. Bài hát này là một phần chính của nhạc phim truyền hình và phim, thậm chí còn được coi là một phần trong cốt truyện của một số bộ phim, chẳng hạn như khi các nhân vật chính hát hoặc sắp xếp phiên bản bài hát của riêng họ. Phiên bản Valli cũng được NASA sử dụng như một bài hát đánh thức trong nhiệm vụ Tàu con thoi STS-126, để mừng ngày kỷ niệm của phi hành gia Christopher Ferguson, một trong những thành viên phi hành đoàn.

## Xếp hạng
| Bảng xếp hạng (1967-1968) | Vị trí cao nhất |
| ------------------------- | --------------- |
| Australia (Go-Set)        | 15              |
| Canada RPM Top Singles    | 2               |
| Hoa Kỳ Billboard Hot 100  | 2               |
| US Cash Box Top 100       | 1               |

| Bảng xếp hạng (1967) | Vị trí |
| -------------------- | ------ |
| Canada               | 18     |
| US Billboard Hot 100 | 10     |
| US Cash Box          | 3      |